# Quinsaloma
Quinsaloma, también conocida como San Lorenzo de Quinsaloma, es una ciudad ecuatoriana, cabecera cantonal del Cantón Quinsaloma, perteneciente a la Provincia de Los Ríos. Se localiza al oeste de la región litoral del Ecuador, a orillas del río Umbe. Tiene una población de 8.589 habitantes, lo que la convierte en la centésima vigésima novena ciudad más poblada del país y la menos poblada de la provincia.

## Toponimia
Quinsaloma significa Tres Lomas.

## Símbolos
Escudo
1.- Encontramos la fecha histórica de cantonización de Quinsaloma. " noviembre- 20-2007, la misma que está publicada con el número 215 en el Registro Oficial del Ecuador.
2.- En la parte exterior del Escudo, encontramos un adorno especial afiligranado gótico-romano, que resalta lo estético y lo bello de esta hermosa obra de arte con el color amarillo, el mismo que se destaca con un fondo color verde, que matiza los colores gloriosos de la bandera del cantón.
3.- En la estructura rectangular del Escudo se resalta el color rojo que significa Amor y Rebeldía innata que han hecho historia en este lugar sagrado de la patria chica.
4.- En el interior del mismo encontrarnos tres carteles que son los siguientes:
a) Se observa el hermoso paisaje de esta tierra prodigiosa, donde se destaca corno figura principal el Rey Sol, astro que amanece todos los días contento lleno e irradiando Alegría, la Fe y la Esperanza en sus fértiles y verdosos campos.
b) Como un hecho histórico y de los primeros pobladores que habitaron este lugar se resalta cultural, social el contenido de las Tres Lomas ... Palabra esta que se forma de los términos Kichwa, Quinsa que significa tres y la voz Castellana Loma que significa altura (Quinsaloma= Tres Lomas).
c) La paloma engalana el cielo quinsalomeño, el mismo que sirve de testigo como ejemplo y orgullo al mundo en ser una tierra prometida y bendecida por la paz.
d) En el paisaje encontramos dos Ríos, que adornan las riveras y sus campiñas como son Umbe y Calabacito, esta riqueza natural, orgullo del ecosistema, que ha sido fuente de riqueza ictiológica y trabajo fluvial del hombre del campo.
e) Encontramos el cuerno de la abundancia con su exquisita y variada riqueza agrícola que nace de esta tierra fértil, como son: El maíz, el plátano, la piña, el cacao, etc. Pero entre todas la que más se destaca 100% es la naranja.
f) La palabra libertad, trabajo y progreso, es la consigna permanente de este pueblo revolucionario que buscó la Libertad y con su tesonero Trabajo, anhela el Progreso y Desarrollo en todo su entorno geográfico; este lema del Escudo está insertado en la bandera de la Provincia de Los Ríos con sus colores verde y blanco.
g) En el mismo orden hacia abajo encontramos en el cuartel izquierdo el Machete, la Pala y el Pico que son las herramientas emblemáticas de trabajo del hombre agricultor, que labra la tierra en provecho permanente de por vida.
h) En el cuartel Derecho encontramos un libro abierto, con la simbología de una cadena rota que expresa su independencia políticaEn el interior de una de sus Página encontramos el verso que resalta el Cantón en su máxima expresión de civismo ... ¡Salve, salve, cantón Quinsaloma!; además se resalta un tintero y una pluma que representa la ciencia, la cultura, valor intelectual de su gente, como mayor expresión del conocimiento la verdad; además tenemos la llave de la ciudad que expresa la solemnidad, distinción y categoría que se debe dar a las altas personalidades del Ecuador y del Mundo, que visitan la ciudad y al Cantón declarándolos "Huésped Ilustre”.
i) Por último, en los colores de la bandera del Cantón que son verde y amarillo, en la parte central del mismo, está escrita la palabra principal Quinsaloma, que está pintada con color rojo; nombre emblemático glorioso de este joven y floreciente cantón riosense décimo tercero de la provincia.
Bandera
Se compone de cuatro rectángulos dos inferiores y dos superiores, con los siguientes colores: Verde en la parte superior izquierda y en la parte inferior derecha, representando la Verdura y lozanía de los campos del noble cantón; y Amarillo en la parte superior

## Historia
Inicialmente, por decreto n.º 66 del 15 de noviembre de 1979, fue erigida en parroquia rural del cantón Ventanas; posteriormente, el congreso de 1996 aprobó la ley de cantonización respectiva, pero el expresidente Abdalá Bucaram la vetó totalmente.
A principios del 2005, un comité de instituciones representativas de sus entonces 13.145 pobladores empezó a trabajar en pro de su cantonización, y aunque las autoridades de la provincia de Cotopaxi pusieron reparos a esta pretensión argumentando que se querían arrebatar 1.000 hectáreas pertenecientes al cantón Pangua y 1.200 a La Maná, logró finalmente que el 14 de noviembre de 2007 el Congreso Nacional aprobara la ansiada cantonización, que fue publicada en el Registro Oficial 215 del 20 de noviembre de 2007.

## Organización político-administrativa

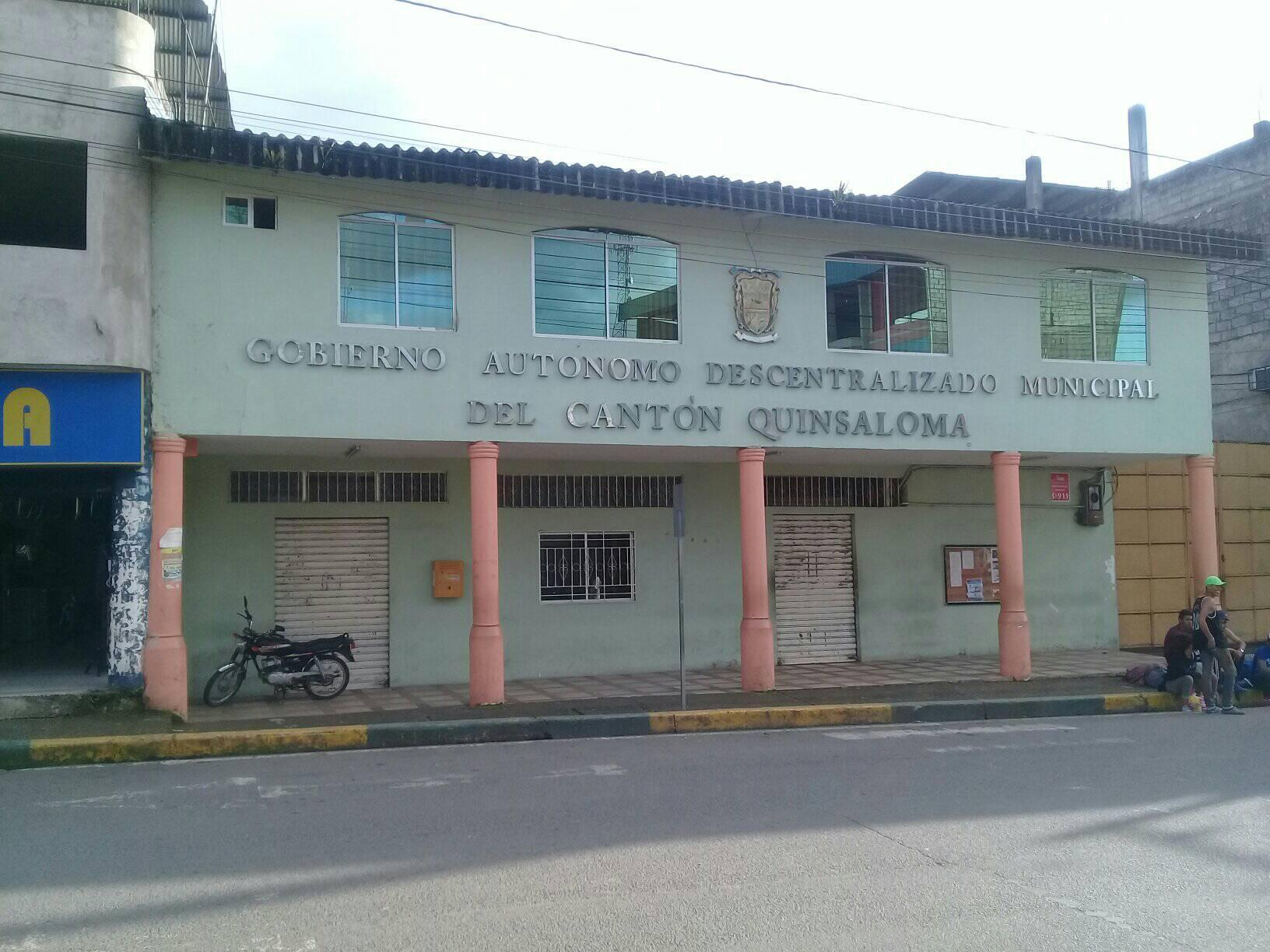
Alcaldía de Quinsaloma.

La ciudad y el cantón Quinsaloma, al igual que las demás localidades ecuatorianas, se rige por un gobierno municipal según lo estipulado en la Constitución Política Nacional. La Alcaldía de Quinsaloma es una entidad de gobierno seccional que administra el cantón de forma autónoma al gobierno central. 
La Alcaldía de Quinsaloma, se rige principalmente sobre la base de lo estipulado en los artículos 253 y 264 de la Constitución Política de la República y en la Ley de Régimen Municipal en sus artículos 1 y 16, que establece la autonomía funcional, económica y administrativa de la entidad.

### Alcaldía
El poder ejecutivo de la ciudad es desempeñado por un ciudadano con título de Alcalde de Quinsaloma, el cual es elegido por sufragio directo en una sola vuelta electoral sin fórmulas o binomios en las elecciones municipales. El vicealcalde no es elegido de la misma manera, ya que una vez instalado el Concejo Cantonal se elegirá entre los ediles un encargado para aquel cargo. El alcalde y el vicealcalde duran cuatro años en sus funciones, y en el caso del alcalde, tiene la opción de reelección inmediata o sucesiva. El alcalde es el máximo representante de la municipalidad y tiene voto dirimente en el concejo cantonal, mientras que el vicealcalde realiza las funciones del alcalde de modo suplente mientras no pueda ejercer sus funciones el alcalde titular.
El alcalde cuenta con su propio gabinete de administración municipal mediante múltiples direcciones de nivel de asesoría, de apoyo y operativo. Los encargados de aquellas direcciones municipales son designados por el propio alcalde.

### Concejo cantonal
El poder legislativo de la ciudad es ejercido por el Concejo Cantonal de Quinsaloma el cual es un parlamento unicameral que se constituye al igual que en los demás cantones mediante la disposición del artículo 253 de la Constitución Política Nacional. De acuerdo a lo establecido en la ley, la cantidad de miembros del concejo representa proporcionalmente a la población del cantón.
Quinsaloma posee siete concejales, los cuales son elegidos mediante sufragio (Sistema D'Hondt) y duran en sus funciones cuatro años pudiendo ser reelegidos indefinidamente. De los siete ediles, cinco representan a la población urbana mientras que dos representa a las zonas rurales. El alcalde y el vicealcalde presiden el concejo en sus sesiones. Al recién instalarse el concejo cantonal por primera vez los miembros eligen de entre ellos un designado para el cargo de vicealcalde de la ciudad.
Los miembros del concejo cantonal organizarán las distintas comisiones municipales conforme a lo preescrito en los artículos 85 y 93 de la Codificación de Ley Orgánica de Régimen Municipal. Las comisiones están conformadas por los miembros principales y suplentes del concejo cantonal y por designados dentro de las diferentes instituciones públicas del cantón. Un concejal puede ser parte de más de una comisión.

## Economía
Su economía la basa en la agricultura y la ganadería. Es una ciudad netamente agrícola donde se produce y comercializan varios productos como: cacao, maíz, arroz, soya, maracuyá, fréjol de palo, banano, café y cítricos. Además, también existe actividad comercial que se ve reflejada en las tiendas, comisarios, micro-mercados, comerciales de productos agrícolas, ferreterías, frigoríficos de cárnicos. Las principales actividades económicas se fomentan, en la agricultura con la producción y venta de cítricos (naranja, mandarina, toronja, maracuyá), palma, maíz, arroz, soya, maderas entre otros.
Quinsaloma es agrícola, siendo su mayor producción la naranja, considerada la mejor en el país.

## Turismo

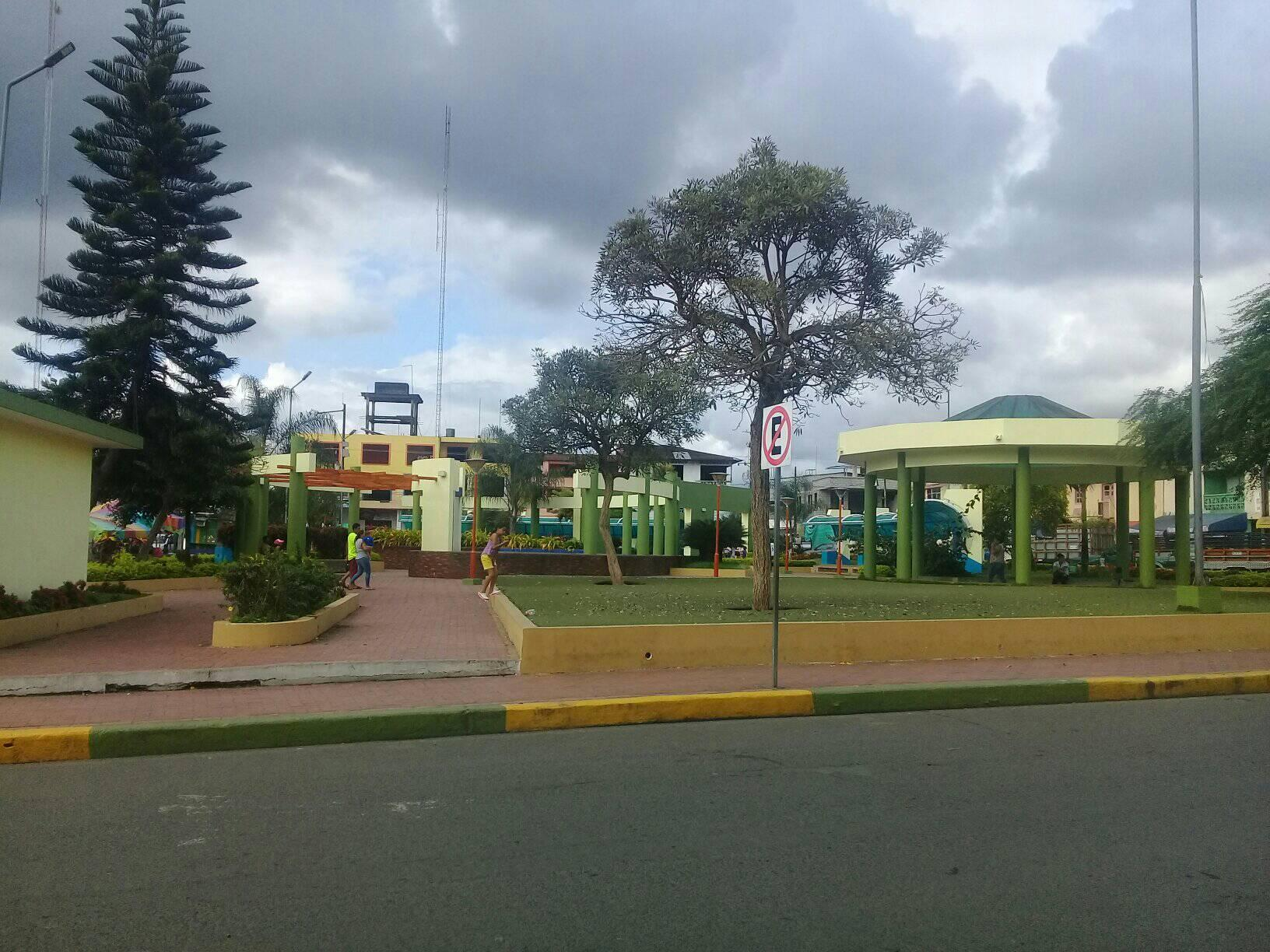
Parque central de Quinsaloma

Quinsaloma cuenta con sitios y lugares de atractivo turístico como son los ríos del sector y otros lugares de entretenimiento como Los Cerritos, La Lorena, El Guabito, Las Palmitas, Complejo Turístico Quinsaloma, 12 de octubre, Sector Balsería, Puente Haón, Pambilar de Calope, Pambilar de Minuape, Magdalena de Chipe. Se cuenta con varios ríos como lo son el Umbe y Calabacito que son concurridos por turistas y por la misma gente de Quinsaloma. 

### Lugares de interés arqueológico
Existen lugares donde se han encontrado vasijas y rastros de antiguas culturas indígenas entre los sectores donde se encuentran este tipo de vestigio son: Estero de Damas, Recinto la Naranja, Colonia Chipeamburgo Tres, Loma de Coco, Estero de Piedra, Balsería, El Paraíso, Barrio las Tolas.

### Gastronomía
Por ser una ciudad con una diversidad cultural y racial, la gastronomía del sector es variada y va desde el desgastamiento de los platos preparados con gallinas criollas de campo la exquisita fritada y los platos de hornado de chancho, también en las festividades de Carnaval, se degustan los exquisitos Chigüiles y la Chicha de Jora.

## Fiestas
10 de agosto: Fiestas patronales de San Lorenzo Mártir
20 de noviembre: Fiestas de cantonización.